# Klaus Rehse
Klaus Rehse (* 4. Oktober 1939 in Berlin; † 11. März 2018 ebenda) war ein deutscher pharmazeutischer Chemiker.

## Leben
Klaus Rehse wurde in Berlin geboren und studierte nach dem Abitur bis 1963 Chemie an der Technischen Universität Berlin. Er promovierte über Mechanismen von Solvolysereaktionen spezieller Cyclohexanone. Außerdem studierte er bis 1966 Pharmazie an der Freien Universität Berlin. Anschließend war er dort als wissenschaftlicher Mitarbeiter tätig und beschäftigte sich schwerpunktmäßig mit Antithrombotika. Rehse habilitierte schließlich im Jahr 1970, woraufhin er zunächst als Wissenschaftlicher Rat und später als Professor für Pharmazeutische Chemie an der FU Berlin tätig war. Von 1991 bis 1995 war er auch Dekan des Fachbereichs Pharmazie. Im Jahr 2005 ging er in den Ruhestand. Bis dahin hatte er über 170 wissenschaftliche Artikel veröffentlicht.